# WTA-toernooi van Tokio
Het WTA-toernooi van Tokio is een jaarlijks terugkerend tennistoernooi voor vrouwen dat wordt georganiseerd in de Japanse hoofdstad Tokio en nabije omgeving. De officiële naam van het toernooi is Toray Pan Pacific Open (東レ・パン・パシフィック・テニス, Tōre Pan Pashifikku Tenisu).
De WTA organiseert het toernooi dat vanaf 2014 in de categorie "Premier" valt en wordt gespeeld op hardcourt. In de periode 2009–2013 begon het toernooi op zondag; sinds 2014 begint het weer op maandag. Een week na de vrouwen spelen de mannen op dezelfde locatie het ATP-toernooi van Tokio.
Het vrouwentoernooi wordt sinds 1976 georganiseerd, in eerste instantie alleen met enkelspel. Sinds 1984 staat het bekend als "Pan Pacific", en omvat het tevens een dubbelspeltoernooi.
In 1993 werd het toernooi, eenmalig, in Yokohama gehouden.
Tot en met 2008 werd in Tokio nog een tweede WTA-tennistoernooi gespeeld (in een lagere categorie). Om het onderscheid te maken, heette dat toernooi officieel het WTA-toernooi van Japan. Van 2009 tot en met 2014 werd dat toernooi in Osaka georganiseerd; in 2015 terug in Tokio, in de week voorafgaand aan de "Pan Pacific".
Wegens werkzaamheden aan het Ariake Tennis Forest Park vond het toernooi in 2018 eenmalig plaats in Tachikawa. In 2019 werd uitgeweken naar Osaka. In 2020 en 2021 vond het toernooi niet plaats, wegens de coronapandemie en de Olympische spelen. In 2022 kwam het toernooi terug op de basis: het Ariake Tennis Forest Park in Tokio.

## Officiële toernooinamen
- 1976–1981: Toray Sillook Open
- 1982: TV Tokyo Open
- 1983: Queens Grand Prix
- 1984-1987: Pan Pacific (Open)
- 1988–heden: Toray Pan Pacific Open

## Meervoudig winnaressen enkelspel
| speelster           | aantal titels | in de jaren                  |
| ------------------- | ------------- | ---------------------------- |
| Martina Hingis      | 5             | 1997, 1999, 2000, 2002, 2007 |
| Lindsay Davenport   | 4             | 1998, 2001, 2003, 2004       |
| Steffi Graf         | 3             | 1986, 1990, 1994             |
| Gabriela Sabatini   | 3             | 1987, 1991, 1992             |
| Caroline Wozniacki  | 3             | 2010, 2016, 2017             |
| Virginia Wade       | 2             | 1977, 1978                   |
| Billie Jean King    | 2             | 1979, 1980                   |
| Manuela Maleeva     | 2             | 1984, 1985                   |
| Martina Navrátilová | 2             | 1989, 1993                   |
| Maria Sjarapova     | 2             | 2005, 2009                   |
| Agnieszka Radwańska | 2             | 2011, 2015                   |

## Finales

### Enkelspel
| Datum      | Naam                       | Cat.          | ($)           | Ondergrond        | Winnares              | Verliezend finaliste        | Uitslag       |               |
| ---------- | -------------------------- | ------------- | ------------- | ----------------- | --------------------- | --------------------------- | ------------- | ------------- |
| 1976-09-27 | Toray Sillook Open         |               | 75.000        | tapijt, binnen    | Betty Stöve           | Margaret Court              | 1-6, 6-4, 6-3 |               |
| 1977-09-12 | Toray Sillook Open         |               | 100.000       | tapijt, binnen    | Virginia Wade         | Martina Navrátilová         | 7-5, 5-7, 6-4 | details       |
| 1978-09-11 | Toray Sillook Open         |               | 75.000        | hardcourt, buiten | Virginia Wade         | Betty Stöve                 | 6-4, 7-6      | details       |
| 1979-09-10 | Toray Sillook Open         |               | 150.000       | hardcourt, buiten | Billie Jean King      | Evonne Goolagong            | 6-4, 7-5      | details       |
| 1980-09-08 | Toray Sillook Open         |               | 150.000       | hardcourt, binnen | Billie Jean King      | Terry Holladay              | 7-5, 6-4      | details       |
| 1981-09-14 | Toray Sillook Open         |               | 100.000       | tapijt, binnen    | Ann Kiyomura          | Bettina Bunge               | 6-4, 7-5      | details       |
| 1982-09-13 | TV Open                    |               | 150.000       | hardcourt, buiten | Bettina Bunge         | Barbara Potter              | 7-6, 6-2      | details       |
| 1983-09-12 | Queens Grand Prix          |               | 175.000       | tapijt, binnen    | Lisa Bonder           | Andrea Jaeger               | 6-2, 5-7, 6-1 | details       |
| 1984-12-10 | Pan Pacific                |               | 250.000       | tapijt, binnen    | Manuela Maleeva       | Claudia Kohde-Kilsch        | 3-6, 6-4, 6-4 | details       |
| 1985-12-09 | Pan Pacific Open           |               | 250.000       | tapijt, binnen    | Manuela Maleeva       | Bonnie Gadusek              | 7-6, 3-6, 7-5 | details       |
| 1986-09-08 | Pan Pacific                |               | 250.000       | tapijt, binnen    | Steffi Graf           | Manuela Maleeva             | 6-4, 6-2      | details       |
| 1987-09-14 | Pan Pacific Open           |               | 250.000       | tapijt, binnen    | Gabriela Sabatini     | Manuela Maleeva             | 6-4, 7-6      | details       |
| 1988-04-25 | Pan Pacific Open           | Tier III      | 250.000       | tapijt, binnen    | Pam Shriver           | Helena Suková               | 7-5, 6-1      | details       |
| 1989-01-30 | Toray Pan Pacific Open     | Tier III      | 250.000       | tapijt, binnen    | Martina Navrátilová   | Lori McNeil                 | 6-7, 6-3, 7-6 | details       |
| 1990-01-29 | Toray Pan Pacific Open     | Tier II       | 350.000       | tapijt, binnen    | Steffi Graf           | Arantxa Sánchez Vicario     | 6-1, 6-2      | details       |
| 1991-01-28 | Pan Pacific Open           | Tier II       | 350.000       | tapijt, binnen    | Gabriela Sabatini     | Martina Navrátilová         | 2-6, 6-2, 6-4 | details       |
| 1992-01-27 | Toray Pan Pacific Open     | Tier II       | 350.000       | tapijt, binnen    | Gabriela Sabatini     | Martina Navrátilová         | 6-2, 4-6, 6-2 | details       |
| 1993-02-01 | Toray Pan Pacific Open (Y) | Tier I        | 750.000       | tapijt, binnen    | Martina Navrátilová   | Larisa Neiland              | 6-2, 6-2      | details       |
| 1994-01-31 | Toray Pan Pacific Open     | Tier I        | 750.000       | tapijt, binnen    | Steffi Graf           | Martina Navrátilová         | 6-2, 6-4      | details       |
| 1995-01-30 | Toray Pan Pacific Open     | Tier I        | 806.250       | tapijt, binnen    | Kimiko Date           | Lindsay Davenport           | 6-1, 6-2      | details       |
| 1996-01-29 | Toray Pan Pacific Open     | Tier I        | 926.250       | tapijt, binnen    | Iva Majoli            | Arantxa Sánchez Vicario     | 6-4, 6-1      | details       |
| 1997-01-27 | Toray Pan Pacific Open     | Tier I        | 926.250       | tapijt, binnen    | Martina Hingis        | Steffi Graf                 | forfait       | details       |
| 1998-02-02 | Toray Pan Pacific Open     | Tier I        | 926.250       | tapijt, binnen    | Lindsay Davenport     | Martina Hingis              | 6-3, 6-3      | details       |
| 1999-02-01 | Toray Pan Pacific Open     | Tier I        | 1.000.000     | tapijt, binnen    | Martina Hingis        | Amanda Coetzer              | 6-2, 6-1      | details       |
| 2000-01-31 | Toray Pan Pacific Open     | Tier I        | 1.080.000     | tapijt, binnen    | Martina Hingis        | Sandrine Testud             | 6-3, 7-5      | details       |
| 2001-01-29 | Toray Pan Pacific Open     | Tier I        | 1.188.000     | tapijt, binnen    | Lindsay Davenport     | Martina Hingis              | 6-7, 6-4, 6-2 | details       |
| 2002-01-28 | Toray Pan Pacific Open     | Tier I        | 1.224.000     | tapijt, binnen    | Martina Hingis        | Monica Seles                | 7-6, 4-6, 6-3 | details       |
| 2003-01-27 | Toray Pan Pacific Open     | Tier I        | 1.300.000     | tapijt, binnen    | Lindsay Davenport     | Monica Seles                | 6-7, 6-1, 6-2 | details       |
| 2004-02-02 | Toray Pan Pacific Open     | Tier I        | 1.300.000     | tapijt, binnen    | Lindsay Davenport     | Magdalena Maleeva           | 6-4, 6-1      | details       |
| 2005-01-31 | Toray Pan Pacific Open     | Tier I        | 1.300.000     | tapijt, binnen    | Maria Sjarapova       | Lindsay Davenport           | 6-1, 3-6, 7-6 | details       |
| 2006-01-30 | Toray Pan Pacific Open     | Tier I        | 1.340.000     | tapijt, binnen    | Jelena Dementjeva     | Martina Hingis              | 6-2, 6-0      | details       |
| 2007-01-29 | Toray Pan Pacific Open     | Tier I        | 1.340.000     | tapijt, binnen    | Martina Hingis        | Ana Ivanović                | 6-4, 6-2      | details       |
| 2008-09-15 | Toray Pan Pacific Open     | Tier I        | 1.340.000     | hardcourt, buiten | Dinara Safina         | Svetlana Koeznetsova        | 6-1, 6-3      | details       |
| 2009-09-27 | Toray Pan Pacific Open     | Premier Five  | 2.000.000     | hardcourt, buiten | Maria Sjarapova       | Jelena Janković             | 5-2, opg.     | details       |
| 2010-09-26 | Toray Pan Pacific Open     | Premier Five  | 2.000.000     | hardcourt, buiten | Caroline Wozniacki    | Jelena Dementjeva           | 1-6, 6-2, 6-3 | details       |
| 2011-09-25 | Toray Pan Pacific Open     | Premier Five  | 2.050.000     | hardcourt, buiten | Agnieszka Radwańska   | Vera Zvonarjova             | 6-3, 6-2      | details       |
| 2012-09-23 | Toray Pan Pacific Open     | Premier Five  | 2.168.400     | hardcourt, buiten | Nadja Petrova         | Agnieszka Radwańska         | 6-0, 1-6, 6-3 | details       |
| 2013-09-22 | Toray Pan Pacific Open     | Premier Five  | 2.369.000     | hardcourt, buiten | Petra Kvitová         | Angelique Kerber            | 6-2, 0-6, 6-3 | details       |
| 2014-09-15 | Toray Pan Pacific Open     | Premier       | 1.000.000     | hardcourt, buiten | Ana Ivanović          | Caroline Wozniacki          | 6-2, 7-6      | details       |
| 2015-09-21 | Toray Pan Pacific Open     | Premier       | 1.000.000     | hardcourt, buiten | Agnieszka Radwańska   | Belinda Bencic              | 6-2, 6-2      | details       |
| 2016-09-19 | Toray Pan Pacific Open     | Premier       | 1.000.000     | hardcourt, buiten | Caroline Wozniacki    | Naomi Osaka                 | 7-5, 6-3      | details       |
| 2017-09-18 | Toray Pan Pacific Open     | Premier       | 1.000.000     | hardcourt, buiten | Caroline Wozniacki    | Anastasija Pavljoetsjenkova | 6-0, 7-5      | details       |
| 2018-09-17 | Toray Pan Pacific Open (T) | Premier       | 799.000       | hardcourt, binnen | Karolína Plíšková     | Naomi Osaka                 | 6-4, 6-4      | details       |
| 2019-09-16 | Toray Pan Pacific Open (O) | Premier       | 823.000       | hardcourt, buiten | Naomi Osaka           | Anastasija Pavljoetsjenkova | 6-2, 6-3      | details       |
| 2020–2021  | geen toernooi              | geen toernooi | geen toernooi | geen toernooi     | geen toernooi         | geen toernooi               | geen toernooi | geen toernooi |
| 2022-09-19 | Toray Pan Pacific Open     | WTA 500       | 757.900       | hardcourt, buiten | Ljoedmila Samsonova   | Zheng Qinwen                | 7-5, 7-5      | details       |
| 2023-09-25 | Toray Pan Pacific Open     | WTA 500       | 780.637       | hardcourt, buiten | Veronika Koedermetova | Jessica Pegula              | 7-5, 6-1      | details       |
| 2024-10-21 | Toray Pan Pacific Open     | WTA 500       | 922.573       | hardcourt, buiten | Zheng Qinwen          | Sofia Kenin                 | 7-6, 6-3      | details       |

* (Y) = Yokohama; (T) = Tachikawa; (O) = Osaka

### Dubbelspel
| Datum      | Naam                       | Cat.          | ($)           | Ondergrond        | Winnaressen                           | Verliezend finalistes                 | Uitslag          |               |
| ---------- | -------------------------- | ------------- | ------------- | ----------------- | ------------------------------------- | ------------------------------------- | ---------------- | ------------- |
| 1973-05-07 | Toray Sillook              |               | 30.000        | tapijt, binnen    | Laura duPont Kristien Kemmer          | Nancy Gunter Karen Krantzcke          | 8-6              | details       |
| 1974       | geen toernooi              | geen toernooi | geen toernooi | geen toernooi     | geen toernooi                         | geen toernooi                         | geen toernooi    | geen toernooi |
| 1975-09-16 | Toray Sillook Open         |               | 50.000        | tapijt, binnen    | Margaret Court Evonne Goolagong       | Helen Gourlay Ann Kiyomura            | 6-1, 7-5         | details       |
| 1976–1983  | geen toernooi              | geen toernooi | geen toernooi | geen toernooi     | geen toernooi                         | geen toernooi                         | geen toernooi    | geen toernooi |
| 1984-12-10 | Pan Pacific                |               | 250.000       | tapijt, binnen    | Claudia Kohde-Kilsch Helena Suková    | Elizabeth Smylie Catherine Tanvier    | 6-4, 6-1         | details       |
| 1985-12-09 | Pan Pacific Open           |               | 250.000       | tapijt, binnen    | Claudia Kohde-Kilsch Helena Suková    | Marcella Mesker Elizabeth Smylie      | 6-0, 6-4         | details       |
| 1986-09-08 | Pan Pacific                |               | 250.000       | tapijt, binnen    | Bettina Bunge Steffi Graf             | Katerina Maleeva Manuela Maleeva      | 6-1, 6-7, 6-2    | details       |
| 1987-09-14 | Pan Pacific Open           |               | 250.000       | tapijt, binnen    | Anne White Robin White                | Katerina Maleeva Manuela Maleeva      | 6-1, 6-2         | details       |
| 1988-04-25 | Pan Pacific Open           | Tier III      | 250.000       | tapijt, binnen    | Pam Shriver Helena Suková             | Gigi Fernández Robin White            | 4-6, 6-2, 7-6    | details       |
| 1989-01-30 | Toray Pan Pacific Open     | Tier III      | 250.000       | tapijt, binnen    | Katrina Adams Zina Garrison           | MJ Fernandez Claudia Kohde-Kilsch     | 6-3, 3-6, 7-6    | details       |
| 1990-01-29 | Toray Pan Pacific Open     | Tier II       | 350.000       | tapijt, binnen    | Gigi Fernández Elizabeth Smylie       | Jo-Anne Faull Rachel McQuillan        | 6-2, 6-2         | details       |
| 1991-01-28 | Pan Pacific Open           | Tier II       | 350.000       | tapijt, binnen    | Kathy Jordan Elizabeth Smylie         | MJ Fernandez Robin White              | 4-6, 6-0, 6-3    | details       |
| 1992-01-27 | Toray Pan Pacific Open     | Tier II       | 350.000       | tapijt, binnen    | Arantxa Sánchez Vicario Helena Suková | Martina Navrátilová Pam Shriver       | 7-5, 6-1         | details       |
| 1993-02-01 | Toray Pan Pacific Open (Y) | Tier I        | 750.000       | tapijt, binnen    | Martina Navrátilová Helena Suková     | Lori McNeil Rennae Stubbs             | 6-4, 6-3         | details       |
| 1994-01-31 | Toray Pan Pacific Open     | Tier I        | 750.000       | tapijt, binnen    | Pam Shriver Elizabeth Smylie          | Manon Bollegraf Martina Navrátilová   | 6-3, 3-6, 7-6    | details       |
| 1995-01-30 | Toray Pan Pacific Open     | Tier I        | 806.250       | tapijt, binnen    | Gigi Fernández Natallja Zverava       | Lindsay Davenport Rennae Stubbs       | 6-0, 6-3         | details       |
| 1996-01-29 | Toray Pan Pacific Open     | Tier I        | 926.250       | tapijt, binnen    | Gigi Fernández Natallja Zverava       | Mariaan de Swardt Irina Spîrlea       | 7-6, 6-3         | details       |
| 1997-01-27 | Toray Pan Pacific Open     | Tier I        | 926.250       | tapijt, binnen    | Lindsay Davenport Natallja Zverava    | Gigi Fernández Martina Hingis         | 6-4, 6-3         | details       |
| 1998-02-02 | Toray Pan Pacific Open     | Tier I        | 926.250       | tapijt, binnen    | Martina Hingis Mirjana Lučić          | Lindsay Davenport Natallja Zverava    | 7-5, 6-4         | details       |
| 1999-02-01 | Toray Pan Pacific Open     | Tier I        | 1.000.000     | tapijt, binnen    | Lindsay Davenport Natallja Zverava    | Martina Hingis Jana Novotná           | 6-2, 6-3         | details       |
| 2000-01-31 | Toray Pan Pacific Open     | Tier I        | 1.080.000     | tapijt, binnen    | Martina Hingis Mary Pierce            | Alexandra Fusai Nathalie Tauziat      | 6-4, 6-1         | details       |
| 2001-01-29 | Toray Pan Pacific Open     | Tier I        | 1.188.000     | tapijt, binnen    | Lisa Raymond Rennae Stubbs            | Anna Koernikova Iroda Tulyaganova     | 7-6, 2-6, 7-6    | details       |
| 2002-01-28 | Toray Pan Pacific Open     | Tier I        | 1.224.000     | tapijt, binnen    | Lisa Raymond Rennae Stubbs            | Els Callens Roberta Vinci             | 6-1, 6-1         | details       |
| 2003-01-27 | Toray Pan Pacific Open     | Tier I        | 1.300.000     | tapijt, binnen    | Jelena Bovina Rennae Stubbs           | Lindsay Davenport Lisa Raymond        | 6-3, 6-4         | details       |
| 2004-02-02 | Toray Pan Pacific Open     | Tier I        | 1.300.000     | tapijt, binnen    | Cara Black Rennae Stubbs              | Jelena Lichovtseva Magdalena Maleeva  | 6-0, 6-1         | details       |
| 2005-01-31 | Toray Pan Pacific Open     | Tier I        | 1.300.000     | tapijt, binnen    | Janette Husárová Jelena Lichovtseva   | Lindsay Davenport Corina Morariu      | 6-4, 6-3         | details       |
| 2006-01-30 | Toray Pan Pacific Open     | Tier I        | 1.340.000     | tapijt, binnen    | Lisa Raymond Samantha Stosur          | Cara Black Rennae Stubbs              | 6-2, 6-1         | details       |
| 2007-01-29 | Toray Pan Pacific Open     | Tier I        | 1.340.000     | tapijt, binnen    | Lisa Raymond Samantha Stosur          | Vania King Rennae Stubbs              | 7-6, 3-6, 7-5    | details       |
| 2008-09-15 | Toray Pan Pacific Open     | Tier I        | 1.340.000     | hardcourt, buiten | Vania King Nadja Petrova              | Lisa Raymond Samantha Stosur          | 6-1, 6-4         | details       |
| 2009-09-27 | Toray Pan Pacific Open     | Premier Five  | 2.000.000     | hardcourt, buiten | Alisa Klejbanova Francesca Schiavone  | Daniela Hantuchová Ai Sugiyama        | 6-4, 6-2         | details       |
| 2010-09-26 | Toray Pan Pacific Open     | Premier Five  | 2.000.000     | hardcourt, buiten | Iveta Benešová B Záhlavová-Strýcová   | Shahar Peer Peng Shuai                | 6-4, 4-6, [10-8] | details       |
| 2011-09-25 | Toray Pan Pacific Open     | Premier Five  | 2.050.000     | hardcourt, buiten | Liezel Huber Lisa Raymond             | Gisela Dulko Flavia Pennetta          | 7-6, 0-6, [10-6] | details       |
| 2012-09-23 | Toray Pan Pacific Open     | Premier Five  | 2.168.400     | hardcourt, buiten | Raquel Kops-Jones Abigail Spears      | Anna-Lena Grönefeld Květa Peschke     | 6-1, 6-4         | details       |
| 2013-09-22 | Toray Pan Pacific Open     | Premier Five  | 2.369.000     | hardcourt, buiten | Cara Black Sania Mirza                | Chan Hao-ching Liezel Huber           | 4-6, 6-0, [11-9] | details       |
| 2014-09-15 | Toray Pan Pacific Open     | Premier       | 1.000.000     | hardcourt, buiten | Cara Black Sania Mirza                | Garbiñe Muguruza Carla Suárez Navarro | 6-2, 7-5         | details       |
| 2015-09-21 | Toray Pan Pacific Open     | Premier       | 1.000.000     | hardcourt, buiten | Garbiñe Muguruza Carla Suárez Navarro | Chan Hao-ching Chan Yung-jan          | 7-5, 6-1         | details       |
| 2016-09-19 | Toray Pan Pacific Open     | Premier       | 1.000.000     | hardcourt, buiten | Sania Mirza Barbora Strýcová          | Liang Chen Yang Zhaoxuan              | 6-1, 6-1         | details       |
| 2017-09-18 | Toray Pan Pacific Open     | Premier       | 1.000.000     | hardcourt, buiten | Andreja Klepač MJ Martínez Sánchez    | Darja Gavrilova Darja Kasatkina       | 6-3, 6-2         | details       |
| 2018-09-17 | Toray Pan Pacific Open (T) | Premier       | 799.000       | hardcourt, binnen | Miyu Kato Makoto Ninomiya             | A Sestini-Hlaváčková Barbora Strýcová | 6-4, 6-4         | details       |
| 2019-09-16 | Toray Pan Pacific Open (O) | Premier       | 823.000       | hardcourt, buiten | Chan Hao-ching Latisha Chan           | Hsieh Su-wei Hsieh Yu-chieh           | 7-5, 7-5         | details       |
| 2020–2021  | geen toernooi              | geen toernooi | geen toernooi | geen toernooi     | geen toernooi                         | geen toernooi                         | geen toernooi    | geen toernooi |
| 2022-09-19 | Toray Pan Pacific Open     | WTA 500       | 757.900       | hardcourt, buiten | Gabriela Dabrowski Giuliana Olmos     | Nicole Melichar-Martinez Ellen Perez  | 6-4, 6-4         | details       |
| 2023-09-25 | Toray Pan Pacific Open     | WTA 500       | 780.637       | hardcourt, buiten | Ulrikke Eikeri Ingrid Neel            | Eri Hozumi Makoto Ninomiya            | 3-6, 7-5, [10-5] | details       |
| 2024-10-21 | Toray Pan Pacific Open     | WTA 500       | 922.573       | hardcourt, buiten | Shuko Aoyama Eri Hozumi               | Ena Shibahara Laura Siegemund         | 6-4, 7-6         | details       |

* (Y) = Yokohama; (T) = Tachikawa; (O) = Osaka